# 許皓翔
許皓翔（Shawn Hsu，1991年9月10日—），台灣男演員、模特兒。2012年演出電視劇智勝鮮師與微電影蛙式女孩。畢業於臺北市立體育學院體育與健康學系，服義務役期中，加入特戰傘兵；2014至今於台灣區的體適能產業擔任自由接案健身教練。

## 演出作品

### 電視劇
| 年份 | 導演   | 名稱     | 飾演         |
| 2012 | 柯翰辰 | 智勝鮮師 | 張嘉哲(牙膏) |
| 2014 | 吳震亞 | 湊陣     | 何建彰       |
| 2015 | 黃志翔 | 新世界   | SCOOT        |

### 電影短片
| 年份 | 導演   | 名稱     | 飾演   |
| 2012 | 葉天倫 | 蛙式女孩 | 高中生 |

## 外部連結
- Shawn許皓翔的新浪微博